# Epalxiphora
Epalxiphora là một chi bướm đêm thuộc phân họ Tortricinae của họ Tortricidae.

## Các loài
- Epalxiphora axenana Meyrick, 1881